# Völkerball
«Völkerball» — третій відеоальбом німецького гурту «Rammstein», який вийшов 17 листопада 2006 року. В збірник ввійшли записи концертних турів Англією, Францією, Японією та Росією, пісні з різних альбомів та два документальні фільми. Загальна тривалість - 140 хвилин. 

## Композиції
CD
CD 1
1. Intro
2. Reise, Reise
3. Links 2 3 4
4. Keine Lust
5. Feuer Frei!
6. Asche zu Asche
7. Morgenstern
8. Mein Teil
9. Los

CD 2
1. Du Riechst So Gut
2. Benzin
3. Du Hast
4. Sehnsucht
5. Amerika
6. Sonne
7. Ich Will
8. Ohne Dich
9. Stripped
10. Outro